# Università statale del Dakota del Nord
L'Università statale del Dakota del Nord (in inglese North Dakota State University of Agriculture and Applied Sciences, meglio conosciuta come North Dakota State University; NDSU) è un'università pubblica con sede a Fargo, Dakota del Nord. 
La NDSU conta circa 14 000 studenti e il suo campus copre un'area di 258 acri (1 km²). L'istituto fu fondato nel 1890 con il nome di North Dakota Agricultural College. Ancora oggi l'università gestisce numerose poli distaccati di ricerca agraria. La NDSU fa parte del North Dakota University System.
La NDSU offre 102 corsi di laurea di primo grado, 79 corsi di laurea complementari, 66 master, 44 scuole di dottorato e 10 programmi di diploma certificati. La NDSU è coinvolta in programmi di dottorato di alta ricerca. La NDSU utilizza un sistema semestrale: semestre autunnale, semestre primaverile e due sessioni estive. La maggioranza degli studenti studia a tempo pieno; la popolazione studentesca conta un 55% di uomini e un 45% di donne.